# Aarok
El Aarok es un vehículo aéreo de combate no tripulado (UCAV) diseñado por la empresa francesa Turgis et Gaillard Groupe. Comparable en tamaño a un avión ligero, pero pilotado a distancia, es del tipo “Middle Altitude Long Endurance” (abreviado, MALE) con capacidad de volar sin escalas durante 24 horas o más, gracias a su turbohélice que acciona una hélice, tracción clásica y su gran envergadura (22 metros). Además de sus capacidades de observación, reconocimiento, inteligencia y vigilancia de área, el Aarok tiene capacidad de retransmisión de comunicaciones pero también capacidad para portar armas, bombas y misiles, para atacar de forma autónoma los objetivos que ha identificado.
Desarrollado durante 3 años a partir de 2020, su existencia fue revelada al público en junio de 2023, con una exposición en el stand de Turgis et Gaillard en el Salón Aeronáutico de París 2023. Su primer vuelo está previsto para finales de 2023.